# コンブ・カペル

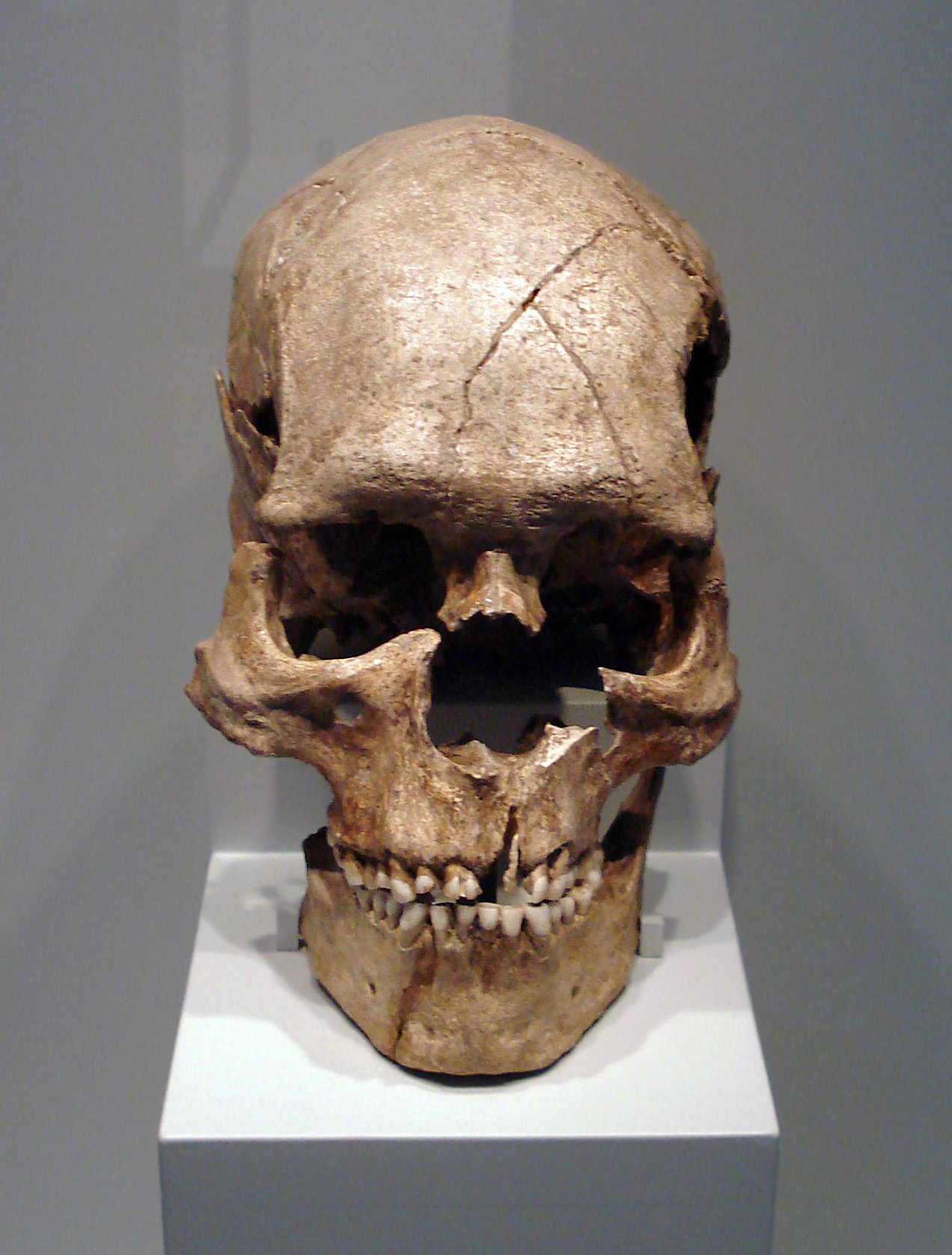
Combe Capelleで発掘されたホモサピエンスの頭蓋骨の化石

コンブ・カペル（Combe Capelle）は南フランス、ドルドーニュ県のベルジュラック南東38kmのペリゴール地方のCouzeの谷にある旧石器時代の遺跡である。
1909年にスイスの考古学者、オットー・ハウザーによって人骨が発見された。1920年代から、アンリ・マーク・アミが発掘を行った。